# Joe Keery
Joseph David „Joe” Keery (ur. 24 kwietnia 1992 w Newburyport) – amerykański aktor i muzyk. Występuje w roli Steve’a Harringtona w serialu fantastycznonaukowym Stranger Things, stworzonym dla platformy Netflix. Gitarzysta i wokalista psychodelicznego zespołu rockowego Post Animal. Wydaje muzykę pod pseudonimem scenicznym Djo.

## Życiorys

### Wczesne lata
Urodził się w Newburyport w stanie Massachusetts, jako drugie z piątki dzieci Niny Keery, architektki, i Davida Keery’ego II, profesora języka angielskiego. Jego rodzina miała pochodzenie irlandzkie, angielskie, szkockie i niemieckie. Wychowywał się z czterema siostrami: starszą Caroline, Lizzy oraz bliźniaczkami – Kate i Emmą. Uczęszczał do River Valley Charter School. W 2010 został absolwentem Newburyport High School. Brał udział w obozach aktorskich Theater in the Open organizowanych w Maudslay State Park, ale właściwą karierę aktorską rozpoczął za namową swoich sióstr w szkole średniej. W 2014 ukończył studia w Szkole Teatralnej na DePaul University w Chicago w Illinois.

### Kariera aktorska
Po ukończeniu DePaul University, Kerry odbył ponad sto przesłuchań do różnych ról. Brał udział w reklamach takich przedsiębiorstw jak KFC czy Amiibo. W 2015 wystąpił gościnnie w trzech serialach telewizyjnych: USA Network Paramedycy, NBC Chicago Fire i Fox Imperium. Jego debiutem w filmie pełnometrażowym była niewielka rola Gabe’a w niezależnej produkcji – dramacie Przyjęcie urodzinowe Henry’ego Gamble (Henry Gamble’s Birthday Party, 2015).
Pod koniec 2015 Kerry dostał rolę Steve’a Harringtona, łobuza z liceum, który zmienia się dobrego faceta, w serialu fantastycznonaukowym Stranger Things, stworzonym dla platformy Netflix. Początkowo był przesłuchiwany do roli Jonathana, lecz później przesłał taśmę ze swoim występem do roli Steve’a, w której finalnie został obsadzony. W drugim sezonie serialu, który swoją premierę miał 27 października 2017, rangę granej przez niego postaci podniesiono z drugoplanowej na pierwszoplanową. W trzecim sezonie również był postacią pierwszoplanową. Przełomowa w jego karierze rola Steve’a w Stranger Things przyniosła mu nominację do Teen Choice Awards w kategorii „napad złości”. 
W 2017 odtworzył kilka scen z klasycznej komedii Johna Hughesa Wolny dzień pana Ferrisa Buellera w reklamach Domino’s Pizza. Wystąpił jako Jackson, przyjaciel młodej dziennikarki i fotograf dla „Kingfisher Chronicle” w komedii grozy Slice (2018) z Zazie Beetz. W lipcu 2019 znalazł się na okładce edycji Zjednoczonych Emiratów Arabskich magazynu „GQ”.

### Działalność muzyczna
Poza aktorstwem, Keery trudni się także tworzeniem muzyki. Jest jednym z gitarzystów chicagowskiego zespołu Post Animal grającego rock psychodeliczny. W październiku 2015 ukazał się debiutancki album grupy. Drugi album grupy zatytułowany When I Think Of You In A Castle został wydany 20 kwietnia 2018 nakładem wytwórni Polyvinyl Records, a Keery wystąpił w nim zarówno jako gitarzysta, jak i wokalista. Pierwszy singiel zatytułowany „Ralphie” jest utworem, w którym można usłyszeć wokal Keery’ego. Według danych z 2019 roku Joe Keery nie jest koncertującym członkiem zespołu.
Wcześniej artysta wydawał muzykę pod nazwą Cool Cool Cool.
Jako Djo wydał 2 albumy. W 2019 ukazał się album Twenty Twenty, a w 2022 album Decide.

## Filmografia

### Film
| Rok  | Tytuł                                 | Rola                                       | Uwagi           |
| ---- | ------------------------------------- | ------------------------------------------ | --------------- |
| 2015 | Przyjęcie urodzinowe Henry’ego Gamble | Gabe                                       |                 |
| 2016 | The Charnel House                     | Scott                                      |                 |
| 2017 | Gra o wszystko                        | Przedstawiciel funduszu powierniczego Cole |                 |
| 2018 | After Everything                      | Chris                                      |                 |
| 2018 | Porcja                                | Jackson                                    |                 |
| 2019 | How to Be Alone                       | Jack                                       | krótkometrażowy |
| 2020 | Spree                                 | Kurt                                       |                 |
| 2021 | Free Guy                              | Keys                                       |                 |
| 2023 | Finalmente l'alba                     | Sean Lockwood                              |                 |
| 2024 | Marmalade                             | Baron                                      |                 |

### Telewizja
| Rok     | Tytuł           | Rola              | Uwagi                            |
| ------- | --------------- | ----------------- | -------------------------------- |
| 2015    | Paramedycy      | Scenester         | Odcinek „Chrzanić jeden procent” |
| 2015    | Chicago Fire    | Emmett            | 2 odcinki                        |
| 2015    | Imperium        | Tony Trichter III | Odcinek „Oto kim jestem”         |
| od 2016 | Stranger Things | Steve Harrington  | w gł. obsadzie                   |
| 2021    | No Activity     | oficer Reinhardt  | 2 odc.                           |

## Nagrody i nominacje
| Rok  | Nagroda                           | Kategoria                                                 | Produkcja       | Rezultat  |
| ---- | --------------------------------- | --------------------------------------------------------- | --------------- | --------- |
| 2017 | Nagroda Gildii Aktorów Ekranowych | Wybitny występ zespołu aktorskiego w serialu dramatycznym | Stranger Things | Wygrana   |
| 2018 | Nagroda Gildii Aktorów Ekranowych | Wybitny występ zespołu aktorskiego w serialu dramatycznym | Stranger Things | Nominacja |
| 2018 | Teen Choice Awards                | Napad złości                                              | Stranger Things | Nominacja |
| 2020 | Nagroda Gildii Aktorów Ekranowych | Wybitny występ zespołu aktorskiego w serialu dramatycznym | Stranger Things | Nominacja |
| 2020 | Sunset Film Circle Awards         | Najlepsza rola przełomowa                                 | Spree (2020)    | Nominacja |